# Меркуловичский сельсовет
Меркуловичский сельсовет (бел. Меркулавіцкі сельсавет) — административная единица на территории Чечерского района Гомельской области Белоруссии. Административный центр — агрогородок Меркуловичи.

## География

### Водная система
- Река: Чечера
- Водохранилище: Меркуловичи

## История
16 января 2019 года был упразднён посёлок Алес.

## Состав
Меркуловичский сельсовет включает 13 населённых пунктов:
- Башица — деревня
- Ботвиново — агрогородок
- Ветвица — деревня
- Зелёная Поляна — деревня
- Искра — деревня
- Красница — посёлок
- Меркуловичи — агрогородок
- Осиновка — деревня
- Первомайский — посёлок
- Причалесня — деревня
- Прогресс — деревня
- Шиловичи — деревня
- Широкое — деревня